# Liste der Baudenkmäler in Wackersdorf
Auf dieser Seite sind die Baudenkmäler in der Oberpfälzer Gemeinde Wackersdorf zusammengestellt. Diese Tabelle ist eine Teilliste der Liste der Baudenkmäler in Bayern. Grundlage ist die Bayerische Denkmalliste, die auf Basis des Bayerischen Denkmalschutzgesetzes vom 1. Oktober 1973 erstmals erstellt wurde und seither durch das Bayerische Landesamt für Denkmalpflege geführt wird. Die folgenden Angaben ersetzen nicht die rechtsverbindliche Auskunft der Denkmalschutzbehörde.
 Die Liste gibt den Fortschreibungsstand vom 24. Juni 2020 wieder und umfasst vier Baudenkmäler.

## Baudenkmäler nach Ortsteilen

### Wackersdorf
| Lage | Objekt                             | Beschreibung                                                                                         | Akten-Nr.    | Bild        |
| --- | ---------------------------------- | --- | ------------ | ----------- |
| Hauptstraße 40/42 (Standort)                                                                                 | Ehemaliges Beamtenwohnhaus der BBI | Zweigeschossiger und verputzter Halbwalmdachbau mit hohem Sockel aus Kalkstein-Sichtmauerwerk, 1924. | D-3-76-175-1 | BW          |
| Hauptstraße 44 (Standort)                                                                                    | Ehemaliges Beamtenwohnhaus der BBI | Zweigeschossiger und verputzter Satteldachbau, 1924.                                                 | D-3-76-175-2 | BW          |
| Distrikt Angstholz, im Taxölderner Forst, westlich der Straße nach Hofenstetten (Standort)                   | Gedenkstele                        | Verputzter Steinpfeiler mit Bildnischenaufsatz und Inschriftentafel, bezeichnet mit „1888“.          | D-3-76-175-5 | BW          |
| Knappensee, südlich von Wackersdorf auf hainartigem Gelände der Bayerischen Braunkohlen-Industrie (Standort) | Grubenkreuz                        | Gefasstes Holzkruzifix über breit gelagertem Kunststeinsockel mit Inschriftentafeln, 1922/1923.      | D-3-76-175-3 | Grubenkreuz |

## Ehemalige Baudenkmäler
In diesem Abschnitt sind Objekte aufgeführt, die früher einmal in der Denkmalliste eingetragen waren, jetzt aber nicht mehr. Objekte, die in anderem Zusammenhang also z. B. als Teil eines Baudenkmals weiter eingetragen sind, sollen hier nicht aufgeführt werden. Aktennummern in diesem Abschnitt sind ehemalige, jetzt nicht mehr gültige Aktennummern.

| Lage                                                | Objekt                                                                                               | Beschreibung | Akten-Nr.    | Bild           |
| --------------------------------------------------- | --- | --- | ------------ | -------------- |
| Rauberweiherhaus Murnersee; Nähe Mühlweg (Standort) | Ehemalige Mühle, sogenannte Rauberweihermühle, bis 1897 Adelssitz, ab 1840 auch als Gasthaus genutzt | Zweigeschossiger Satteldachbau mit einseitigem Halbwalm, Giebelreiter und Fachwerkobergeschoss, Anfang 18. Jahrhundert; Mühlengebäude, hölzerner Satteldachbau, 19. Jahrhundert. Die Mühle befindet sich jetzt im Freilandmuseum Oberpfalz. | D-3-76-175-4 | weitere Bilder |